# Kimiya Satō
Kimiya Satō (jap. 佐藤 公哉, Satō Kimiya; * 5. Oktober 1989 in der Präfektur Hyōgo) ist ein japanischer Automobilrennfahrer. Er gewann 2014 die Auto GP. Er startete 2014 in der GP2-Serie.

## Karriere

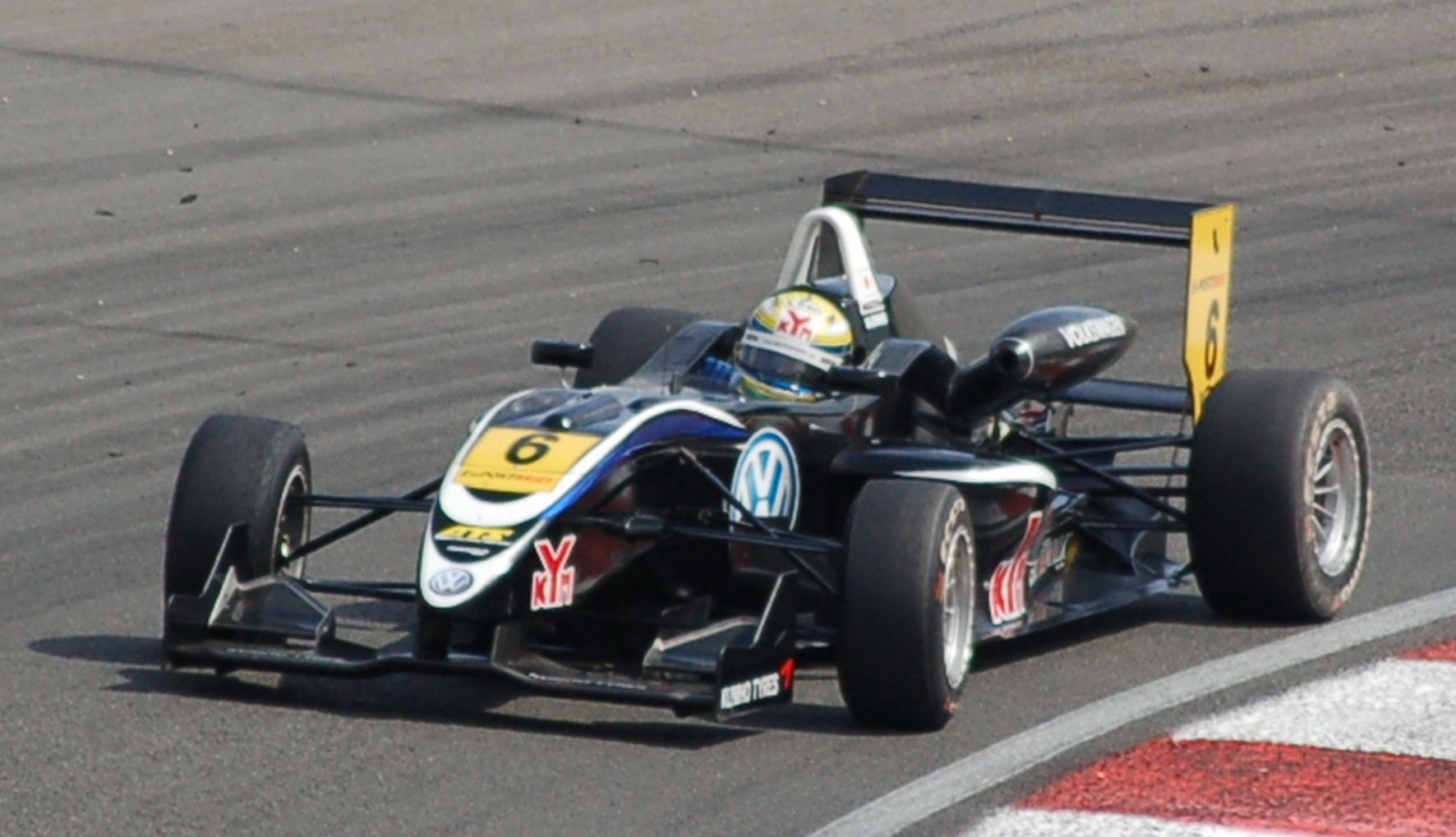
Kimiya Satō in Zandvoort 2011

Wie die meisten Motorsportler begann Satō seine Karriere im Kartsport, in dem er von 1995 bis 2005 aktiv war. 2006 wechselte er in den Formelsport und trat zunächst in Europa an. In der britischen Formel BMW wurde er Zehnter in der Gesamtwertung und zudem zum zweitbesten Neueinsteiger. 2007 bestritt Satō seine zweite Saison in der britischen Formel BMW für Nexa Racing. Mit einem Sieg beendete er die Saison auf dem vierten Platz und erzielte einen Punkt mehr als sein Teamkollege Valle Mäkelä.
2008 kehrte Satō nach Japan zurück und ging in der japanischen Formel Challenge an den Start. Er gewann ein Rennen und wurde hinter Yūji Kunimoto Vizemeister. Außerdem absolvierte er einen Gaststart in der pazifischen Formel BMW. 2009 wechselte er zum Team Nova in die japanische Formel-3-Meisterschaft. In einem älteren Modell startete er in der nationalen Klasse, in der er Vizemeister hinter Naoki Yamamoto wurde. Seine beste Gesamtplatzierung war ein dritter Platz. 2010 blieb Satō in der nationalen Klasse der japanischen Formel 3 und wurde mit einem Wertungssieg Vierter in der Wertung.
Nachdem Satō 2010 für Motopark Academy bereits am Macau Grand Prix teilgenommen hatte, erhielt er für die Saison 2011 bei diesem Rennstall ein Cockpit in der Formel-3-Euroserie. Mit einem Sieg schloss er die Saison auf dem zehnten Gesamtrang ab. Darüber hinaus war Satō in der FIA-Formel-3-Trophäe 2011 punkteberechtigt. Dort erreichte er den neunten Platz. 2012 startete Satō für das von Motopark Academy betreute Lotus-Team im deutschen Formel-3-Cup. Er gewann vier Rennen und erreichte den dritten Gesamtrang, während sein Teamkollege Jimmy Eriksson den Meistertitel gewann.
2013 wechselte Satō zu Auto GP zu Euronova Racing. Er gewann fünf Rennen und stand insgesamt neunmal auf dem Podest. Mit 213 zu 222 Punkten unterlag er Vittorio Ghirelli und wurde Vizemeister. Darüber hinaus absolvierte er Testfahrten für den Formel-1-Rennstall Sauber. 2014 blieb Satō in der Auto GP bei Euronova Racing. Er gewann sechs Rennen und entschied die Meisterschaft vorzeitig für sich. Mit 221 zu 207 Punkten lag er am Saisonende vor Tamás Pál Kiss. Darüber hinaus erhielt Satō 2014 ein Cockpit in der GP2-Serie bei Campos Racing. Während sein Teamkollege Arthur Pic 124 Punkten Siebter wurde, erreichte Satō mit zwei Punkten den 27. Gesamtrang. In beiden Rennserien verzichtete Satō bei mindestens einer Veranstaltung auf eine Teilnahme.

## Sonstiges
Satō wird vom ehemaligen Automobilrennfahrer Taki Inoue gemanagt.

## Statistik

### Karrierestationen
| - 1995–2005: Kartsport - 2006: Britische Formel BMW (Platz 10) - 2007: Britische Formel BMW (Platz 4) - 2008: Japanische Formel Challenge (Platz 2) - 2009: Japanische Formel 3, nationale Klasse (Platz 2) | - 2010: Japanische Formel 3, nationale Klasse (Platz 4) - 2011: Formel-3-Euroserie (Platz 10) - 2011: FIA-Formel-3-Trophäe (Platz 9) - 2012: Deutsche Formel 3 (Platz 3) - 2013: Auto GP (Platz 2) | - 2013: Formel 1 (Testfahrer) - 2014: Auto GP (Meister) - 2014: GP2-Serie (Platz 27) |

### Einzelergebnisse in der GP2-Serie
| Jahr | Team          | 1   | 2   | 3   | 4   | 5   | 6   | 7   | 8   | 9   | 10  | 11  | 12  | 13  | 14  | 15  | 16  | 17  | 18  | 19  | 20  | 21  | 22  | Punkte | Rang |
| ---- | ------------- | --- | --- | --- | --- | --- | --- | --- | --- | --- | --- | --- | --- | --- | --- | --- | --- | --- | --- | --- | --- | --- | --- | ------ | ---- |
| 2014 | Campos Racing | BRN | BRN | ESP | ESP | MON | MON | AUT | AUT | GBR | GBR | GER | GER | HUN | HUN | BEL | BEL | ITA | ITA | RUS | RUS | UAE | UAE | 2      | 27.  |
| 2014 | Campos Racing | DNF | 19  | 19  | 15  | 15  | 14  | DNF | 19  | 23  | 20  |     |     | DNF | DNF | 17  | 18  | DNF | 12  | 13  | 7   | 14  | 22  | 2      | 27.  |